# Gunnar Sjöberg
Gunnar Göstasson Sjöberg, född 25 mars 1909 i Stockholm, död 8 juni 1977 i Gryt, var en svensk skådespelare.

## Biografi
Sjöberg genomgick Dramatens elevskola 1931-1934. Efter studierna var han engagerad vid flera olika scener. Han filmdebuterade med en mindre roll 1937 i Gustaf Edgrens Ryska snuvan. Senare blev rollerna större och han medverkade i ett 70-tal filmer. Han spelade ofta rollen som präst eller läkare.
Sjöberg var även verksam vid radioteatern i Sverige. Bland annat spelade han titelrollen i radiodeckaren Paul Temple, efter Francis Durbridges böcker.
Han var från 1941 gift med skådespelerskan Ingrid Envall och från 1950 till sin död gift med Brita Sjöberg (1912–1997).

## Filmografi, i urval

### Filmer
- 1937 – Ryska snuvan
- 1937 – John Ericsson - segraren vid Hampton Roads
- 1938 – Styrman Karlssons flammor
- 1938 – En kvinnas ansikte
- 1939 – Ombyte förnöjer
- 1939 – Gläd dig i din ungdom
- 1939 – Valfångare
- 1939 – Filmen om Emelie Högqvist
- 1940 – Stål
- 1940 – Juninatten
- 1940 – Stora famnen
- 1941 – Gentlemannagangstern
- 1941 – Landstormens lilla argbigga
- 1941 – Första divisionen (film)
- 1941 – Göranssons pojke
- 1941 – En kvinna ombord
- 1941 – Snapphanar
- 1942 – General von Döbeln
- 1942 – Rid i natt!
- 1942 – Himlaspelet
- 1942 – Fallet Ingegerd Bremssen
- 1943 – I brist på bevis
- 1943 – Örlogsmän
- 1943 – Elvira Madigan
- 1943 – Prästen som slog knockout
- 1943 – Kvinnor i fångenskap
- 1943 – En flicka för mej
- 1943 – Jag dräpte
- 1943 – Brödernas kvinna
- 1943 – På liv och död
- 1944 – Excellensen
- 1944 – Prins Gustaf
- 1944 – Den heliga lögnen
- 1945 – Rosen på Tistelön
- 1945 – Svarta rosor
- 1945 – Den allvarsamma leken
- 1945 – Barnen från Frostmofjället
- 1946 – Ungdom i fara
- 1947 – Nattvaktens hustru
- 1948 – De kämpade sig till frihet
- 1948 – Synd
- 1950 – Två trappor över gården
- 1951 – Dårskapens hus
- 1952 – Han glömde henne aldrig
- 1953 – Skuggan
- 1953 – Det stora äventyret
- 1953 – Att döda ett barn
- 1954 – Seger i mörker
- 1954 – Herr Arnes penningar
- 1955 – Den glade skomakaren
- 1956 – Sjunde himlen
- 1956 – Ratataa
- 1957 – Nattens ljus
- 1957 – Synnöve Solbakken
- 1957 – Smultronstället
- 1958 – Bock i örtagård
- 1958 – Nära livet
- 1958 – Lek på regnbågen
- 1960 – Tärningen är kastad
- 1960 – Djävulens öga
- 1961 – Änglar, finns dom?
- 1961 – Hällebäcks gård
- 1961 – Pärlemor
- 1963 – Kurragömma
- 1966 – Personer med Paraply

### TV-serier
- 1966 - Pälsen
- 1965 - Herr Dardanell och hans upptåg på landet
- 1962 - Hans Brinker or the Silver Skates
- 1958 - Gå över gatan
- 1957 - Skuggan av en man
- 1957 - En minnesfest

## Teater

### Roller (ej komplett)
| År   | Roll                             | Produktion                                                                                    | Regi               | Teater                                    |
| ---- | -------------------------------- | --------------------------------------------------------------------------------------------- | ------------------ | ----------------------------------------- |
| 1932 | Stepan Ivanovitj Korobkin        | Revisorn (Ревизор, Revizor) Nikolaj Gogol                                                     | Alf Sjöberg        | Dramaten                                  |
| 1932 | Ham Generalen Korpralen Profeten | Guds gröna ängar (The Green Pastures) Marc Connelly                                           | Olof Molander      | Dramaten                                  |
| 1934 | Gaillard Furst Schönburg         | De hundra dagarna (Campo di maggio) Benito Mussolini och Giovacchino Forzano                  | Rune Carlsten      | Dramaten                                  |
| 1934 | William Eliot                    | Dagar utan mål (Days Without End) Eugene O'Neill                                              | Rudolf Wendbladh   | Helsingborgs stadsteater                  |
| 1935 | Charles Trevor Stanton           | Tala är silver... (Dangerous Corner) J.B. Priestley                                           |                    | Lilla Teatern                             |
| 1936 | Steven Rains                     | Idyll 1936 (Old folks at home) Harold Marsh Harwood                                           | Pauline Brunius    | Blancheteatern                            |
| 1936 | Charles Churchill                | Cirkus Sanger (The Constant Nymph) Margaret Kennedy och Basil Dean                            | Sandro Malmquist   | Nya Teatern                               |
| 1936 | Älskaren                         | Venusspelet (L'Ennemie) André-Paul Antoine                                                    | Sandro Malmquist   | Nya Teatern                               |
| 1936 | Pierre Gambier                   | Bichon Jean de Létraz                                                                         | Sandro Malmquist   | Nya Teatern                               |
| 1936 | Jacob                            | Senapskornet Ebbe Linde                                                                       | Sandro Malmquist   | Nya Teatern                               |
| 1936 | Georg                            | Natten är här Eyvind Johnson                                                                  | Sandro Malmquist   | Nya Teatern                               |
| 1936 | Konung Froste                    | Mjölnarprinsen (Skyddsängeln) Zacharias Topelius                                              | Sandro Malmquist   | Nya Teatern                               |
| 1937 | Polixenes                        | En saga för vintern (The Winter's Tale) William Shakespeare                                   | Sandro Malmquist   | Nya Teatern                               |
| 1937 | Kommissarien                     | Petrus den lycklige (Pétrus) Marcel Achard                                                    | Sandro Malmquist   | Nya Teatern                               |
| 1937 | Dibble                           | Medelålders dam reser hem (All Rights Reserved) Norman C. Hunter                              | Sandro Malmquist   | Nya Teatern                               |
| 1937 | Alfred                           | Martine Jean Jacques Bernard                                                                  | Sandro Malmquist   | Nya Teatern                               |
| 1937 | André Jannetier                  | Min frihet (Ma liberté) Denys Amiel                                                           | Sandro Malmquist   | Nya Teatern                               |
| 1937 | Holländaren                      | Holländarn August Strindberg                                                                  | Sandro Malmquist   | Nya Teatern                               |
| 1939 | André Janettier                  | Christian Yvan Noé                                                                            | Martha Lundholm    | Vasateatern                               |
| 1940 | Målaren                          | Mammas förflutna (The Vinegar Tree) Paul Osborn                                               |                    | Vasateatern                               |
| 1941 | Martin Luther                    | Luther i Wartburg Ivan Oljelund                                                               | Helge Hagerman     | Nya Teatern Gästspel av Dramatikerstudion |
| 1941 | Astrov, läkare                   | Onkel Vanja (Дядя Ваня, Djadja Vanja) Anton Tjechov                                           | Harry Roeck-Hansen | Blancheteatern                            |
| 1942 | Gerhard                          | Sagan Hjalmar Bergman                                                                         | Per Lindberg       | Konserthusteatern                         |
| 1942 | Aktören                          | På livets botten (На дне, Na dne) Maksim Gorkij                                               | Jura Tamkin        | Blancheteatern                            |
| 1942 | Dolkstekeln                      | I vår Herres hage (Ze života hmyzu) Josef Čapek och Karel Capek                               | Gösta Folke        | Vasateatern                               |
| 1942 |                                  | Min syster Eileen (My Sister Eileen) Joseph Fields och Jerome Chodorov                        | Gösta Folke        | Vasateatern                               |
| 1943 | Trigorin                         | Måsen (Чайка, Tjajka) Anton Tjechov                                                           | Per-Axel Branner   | Nya Teatern                               |
| 1945 | Bruce Avery                      | Angeläget ärende (Errand for Bernice) Jacques Deval                                           | Per-Axel Branner   | Nya Teatern                               |
| 1945 | Baron de Varville                | Kameliadamen (La Dame aux camélias) Alexandre Dumas d.y.                                      | Per-Axel Branner   | Nya Teatern                               |
| 1945 |                                  | Hamlet William Shakespeare                                                                    | Sandro Malmquist   | Malmö stadsteater                         |
| 1947 |                                  | Ett drömspel August Strindberg                                                                | Olof Molander      | Malmö stadsteater                         |
| 1947 | Greve de Guichy                  | Cyrano de Bergerac Edmond Rostand                                                             | Sandro Malmquist   | Oscarsteatern                             |
| 1948 | Odysseus                         | Strändernas svall Eyvind Johnson                                                              | Johan Falck        | Norrköping-Linköping stadsteater          |
| 1949 | Juan                             | Yerma Federico García Lorca                                                                   | Per-Axel Branner   | Nya Teatern                               |
| 1949 |                                  | Som ni behagar (As you Like it) William Shakespeare                                           | Rune Carlsten      | Skansens friluftsteater                   |
| 1949 | Dr. Austin Sloper                | Arvtagerskan (The Heiress) Ruth och Augustus Goetz                                            | Per-Axel Branner   | Nya Teatern                               |
| 1950 | Dr. Erasmus Baring               | Äktenskapsbrott (Breach of Marriage) Dan Sutherland                                           | Per-Axel Branner   | Nya Teatern                               |
| 1951 | Hero                             | Så tuktas kärleken (La repetition ou l'amour puni) Jean Anouilh                               | Per-Axel Branner   | Nya Teatern                               |
| 1952 | Överste Aimé Frappot             | Överstarnas kärlek (The love of four colonels) Peter Ustinov                                  | Per Gerhard        | Nya Teatern                               |
| 1952 | Anthony Dunlap                   | Man till salu (The Bottom of the Pile) Ernest Vajda och Clement Scott Gilbert                 | Per-Axel Branner   | Nya Teatern                               |
| 1953 | Julian Whyburton                 | Flodlinjen (The River Line) Charles Morgan                                                    | Per-Axel Branner   | Nya Teatern                               |
| 1953 | Hovmästaren                      | Kungliga sviten (Royal Suite) Ernest Vajda och Clement Scott Gilbert                          | Per-Axel Branner   | Nya Teatern                               |
| 1953 |                                  | Hans nåds testamente Hjalmar Bergman                                                          | Sandro Malmquist   | Skansens friluftsteater                   |
| 1953 | Don Juan                         | Don Juan i helvetet (Man and Superman, akt I) George Bernard Shaw                             | Per-Axel Branner   | Nya Teatern                               |
| 1954 | Warwick                          | Lärkan (L'alouette) Jean Anouilh                                                              | Per-Axel Branner   | Nya Teatern                               |
| 1954 | Menelaus                         | Sköna Helenas privatliv (Helene, ou La joie de vivre) André Roussin och Madeleine Gray        | Per-Axel Branner   | Nya Teatern                               |
| 1954 | Kapten McLean                    | Thehuset Augustimånen (The Teahouse of the August Moon) John Patrick                          | Stig Olin          | Intiman                                   |
| 1955 |                                  | Markurells i Wadköping Hjalmar Bergman                                                        | Sandro Malmquist   | Skansens friluftsteater                   |
| 1956 | Kapten Fisby                     | Thehuset Augustimånen (The Teahouse of the August Moon) John Patrick                          | Stig Olin          | Intiman                                   |
| 1956 | Poliskommissarien                | Den skandalösa historien om Mr Kettle och Mrs Moon (Mr. Kettle and Mrs. Moon) J. B. Priestley | Per-Axel Branner   | Alléteatern                               |
| 1957 | Storpappa                        | Katt på hett plåttak (Cat on a Hot Tin Roof) Tennessee Williams                               | Per Gerhard        | Vasateatern                               |
| 1957 | Domare Cunning                   | Domaren Vilhelm Moberg                                                                        | Per-Axel Branner   | Intiman                                   |
| 1959 | Carlo Reani                      | I sista minuten (Gli ultimi cinque minuti) Aldo De Benedetti                                  | Frank Sundström    | Lilla Teatern                             |
| 1959 | Boss Finley                      | Ungdoms ljuva fågel (Sweet Bird of Youth) Tennessee Williams                                  | Per Gerhard        | Vasateatern                               |
| 1961 | Gajev, Ljubovs bror              | Körsbärsträdgården (Вишнёвый сад, Visjnjovyj sad) Anton Tjechov                               | Bengt Ekerot       | Stockholms stadsteater                    |
| 1961 | Baron Fernagut                   | Violerna (Les violettes) Georges Schehadé                                                     | Sam Besekow        | Stockholms stadsteater                    |
| 1962 | Karl XII                         | Karl XII August Strindberg                                                                    | Frank Sundström    | Uppsala stadsteater                       |
| 1963 | Cyrano de Bergerac               | Cyrano de Bergerac Edmond Rostand                                                             | Hans Abramson      | Uppsala stadsteater                       |
| 1966 | Gabriel Lidman                   | Gertrud Hjalmar Söderberg                                                                     | John Zacharias     | Norrköping-Linköping stadsteater          |

## Radioteater

### Roller
| År   | Roll                       | Produktion                                  | Regi          |
| ---- | -------------------------- | ------------------------------------------- | ------------- |
| 1945 | Senor Miguel de Costanegra | Förstklassigt familjepensionat Alice Svensk |               |
| 1954 | Berättaren                 | Pojken med kärran Christopher Fry           | Palle Brunius |